# Бентанкур, Родриго
Родри́го Бентанку́р Кольма́н (исп. Rodrigo Bentancur Colmán; род. 25 июня 1997, Колония-дель-Сакраменто) — уругвайский футболист, полузащитник клуба «Тоттенхэм Хотспур» и сборной Уругвая.

## Клубная карьера
20 января 2015 года Родриго дебютировал за основную команду аргентинской «Боки Хуниорс», в товарищеском матче против «Велес Сарсфилда», выйдя на замену на 69-й минуте встречи, «Бока» победила со счетом 3:1. Также Бентанкур сыграл пять минут в матче против «Ривер Плейт» в Мар-дель-Плате (в рамках Летнего турнира), в котором «Бока» выиграла 1:0.
9 апреля 2015 года официально дебютировал в главной команде «Боки Хуниорс» против «Монтевидео Уондерерс» в Кубке Либертадорес, заменив соотечественника Николаса Лодейро.
Дебютировал в Примере Аргентины 12 апреля того же года в игре против «Нуэва Чикаго». Игра завершилась вничью со счётом 0:0.
В Кубке Аргентины Бентанкур впервые сыграл в матче против «Уракан Лас-Эрас».
21 апреля 2017 года подписал контракт с итальянским «Ювентусом» сроком до 30 июня 2022 года.
1 февраля 2022 года подписал контракт с «Тоттенхэмом» до 2026 года.
Первый матч за «шпор» провёл 5 февраля 2022 года, когда на 77 минуте вышел на замену на кубковый матч с «Брайтоном». 8 января 2025 года в матче Кубка английской лиги против «Ливерпуля» на шестой минуте Бентанкур потерял сознание после розыгрыша углового. Вскоре руководство «Тоттенхэма» сообщило, что игрок находится в стабильном состоянии и может разговаривать. 

## Карьера в сборной
Был включён в состав сборной на Кубок Америки 2021.
2 февраля 2022 года забил первый гол за сборную в матче против Венесуэлы (4:0).

## Достижения
«Бока Хуниорс»
- Чемпион Аргентины (2): 2015, 2016/17
- Обладатель Кубка Аргентины: 2014/15

«Ювентус»
- Чемпион Италии (3): 2017/18, 2018/19, 2019/20
- Обладатель Кубка Италии (2): 2017/18, 2020/21
- Обладатель Суперкубка Италии (2): 2018, 2020

«Тоттенхэм Хотспур»
- Победитель Лиги Европы УЕФА: 2024/25